# Синельниково (Новосибірська область)
Синельниково (рос. Синельниково) — селище у Чулимському районі Новосибірської області Російської Федерації.
Входить до складу муніципального утворення Ужаніхінська сільрада. Населення становить 39 осіб (2010).

## Історія
Згідно із законом від 2 червня 2004 року органом місцевого самоврядування є Ужаніхінська сільрада.

## Населення
| 2002 | 2007 | 2010 |
| ---- | ---- | ---- |
| 78   | ↘57  | ↘39  |